# Eucharistický zázrak v Buenos Aires

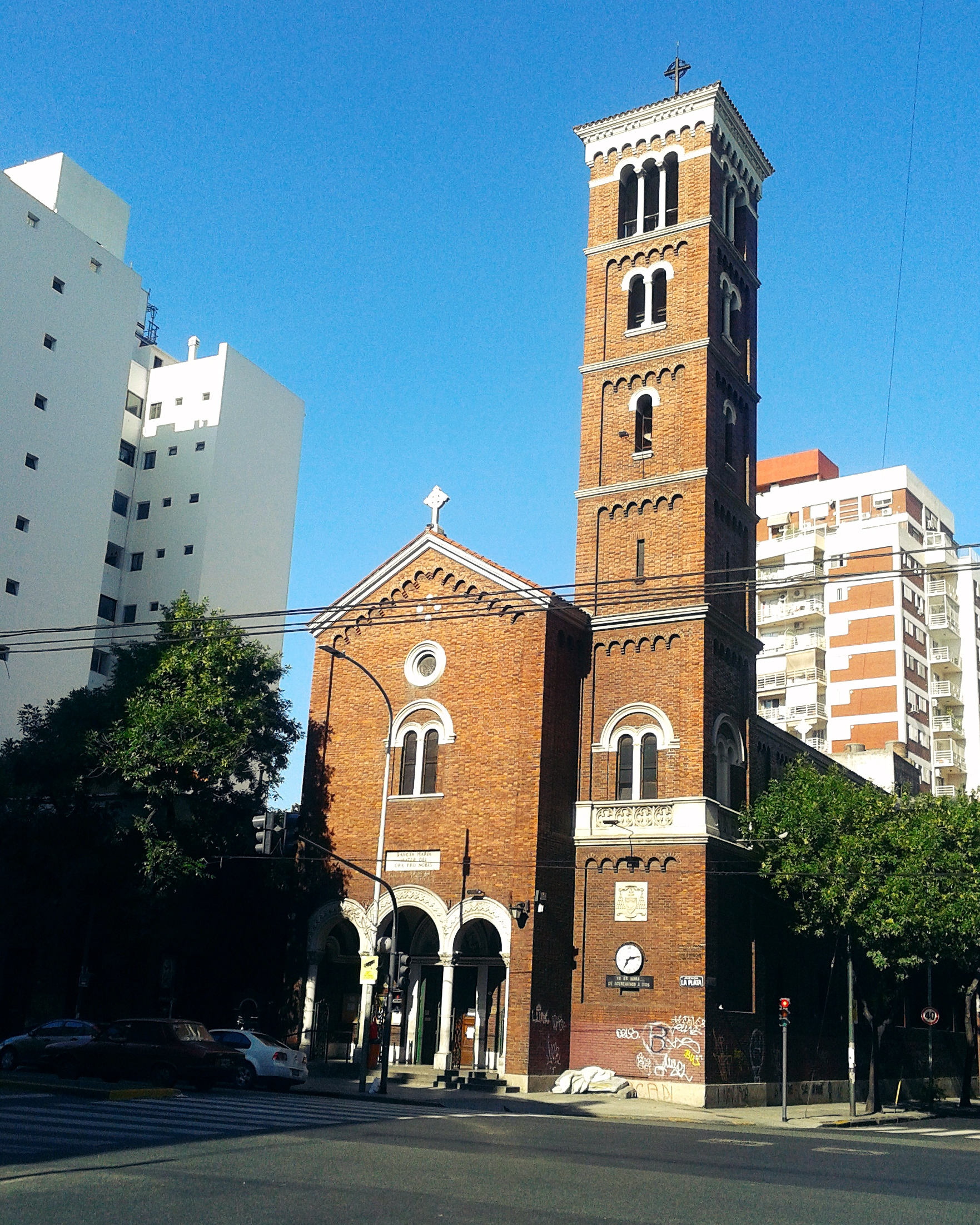
Farní kostel Nejsvětější Panny Marie v Buenos Aires

Eucharistický zázrak v Buenos Aires je označení pro fenomén z let 1992–1996. V tamním kostele Nejsvětější Panny Marie začaly opakovaně krvácet konsekrované hostie a nepodléhají rozkladu v obvyklé době. K roku 2022 nebylo Svatým stolcem vydáno ani potvrzující ani rozporující stanovisko k události, protože církevní zkoumání stále není uzavřeno.

## Popis událostí
První nestandardní události se v Buenos Aires staly dne 1. května 1992, kdy Alejandro Pezet, farář kostela Nejsvětější Panny Marie, nalezl dva úlomky hostie na korporálu. Podle církevních předpisů je vložil do vody a umístil do svatostánku. Hostii, která již byla při mši konsekrována, není dle předpisů možno vyhodit, ale musí se vložit do vascula (malé nádobky s vodou), kde se rozpustí, a poté se vylije do k tomu určeného místa v kostele (typicky za oltářem). Dne 8. května kněz Alejandro zjistil, že se úlomky hostie nerozpustily, místo toho se zbarvily červenou barvou. V neděli 10. května si při mši svaté ve stejném kostele celebrant všiml několika červených kapek na pateně. Místní lékař konstatoval, že se jedná o krev, ke stejnému závěru došli i přivolaní hematologové. Tato událost nebyla dále šetřena ani medializována.
Dne 15. srpna 1996 se po mši za knězem zastavila žena, která v zadní části kostela nalezla hostii ležet na zemi. Tentýž kněz jako v roce 1992, otec Alejandro od ní hostii převzal a postupoval opět podle předpisů. Po několika dnech se ve vodě hostie nerozložila, navíc byla zbarvena červeně a připomínala čerstvé maso. O události byl přímo informován kardinál Antonio Quarracino, který byl arcibiskupem Buenos Aires i pomocný biskup Jorge Bergoglio (pozdější papež František), který doporučil provedení profesionální fotografické dokumentace hostie. Fotky byly následně zaslány do Říma. V roce 1999 se zjistilo, že hostie se nerozkládá a stále vypadá jako čerstvé maso, zadal arcibiskup Bergoglio, který mezitím nahradil zesnulého kardinála Quarracina, požadavek k vědeckému prozkoumání událostí. Analýza byla započata v říjnu 1999.

## Analýza vzorků
První analýza vzorku proběhla v laboratoři v Buenos Aires. Podle informací z laboratoře vzorek krve i tkání pochází z lidského srdce, podle červených a bílých krvinek, které jsou patrné při milionovém zvětšení mikroskopem. Vzorek má též vlastnosti žijícího člověka s pulzujícími srdečními buňkami. Krev je skupiny AB.
Na konci roku 1999 byl požádán lékař Ricardo Gomez Castañón (neuropsycholog a neurofyziolog) k dalšímu zkoumání vzorků z let 1992 a 1996. Jak sdělil v lednu 2000 periodiku argentinské armády, vzorky obsahovaly lidskou DNA. Lékař John Walker ze Sydney byl také požádán aby vzorky ověřil. Jeho závěr byl, že se jedná o svalové buňky a krvinky, odebrané člověku, který utrpěl trauma, jelikož je na nich možné pozorovat zánětlivé změny. Walker o svých závěrech informoval Castañóna v roce 2003.
Zkoumání provedl v New Yorku v roce 2005 také dr. Frederick Zugibe, forenzní expert, jehož zkoumání byli přítomni novinář Mike Willesee a právník Ron Tesoriero. Jeho závěry byly následující:

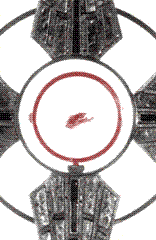
Předmětná hostie z roku 1996 v Buenos Aires

| „                      | Analyzovaný materiál je fragmentem tkáně srdečního svalu, vyňatý z levé komory srdeční v blízkosti chlopně. Tento sval odpovídá za kontrakci srdce a je třeba připomenout, že levá srdeční komora vhání krev do všech částí těla. Tkáň zkoumaného srdečního svalu vykazuje zánět, což dokládá zvýšený počet bílých krvinek, který dosvědčuje, že v momentu odebrání vzorku bylo srdce živé, neboť bílé krvinky mimo žijící organismus umírají. Bílé krvinky navíc pronikly do svalové tkáně a tato skutečnost nasvědčuje tomu, že srdce utrpělo těžký stres, jako by na hrudník jeho majitele dopadaly tvrdé rány. | “ |
| — dr. Frederick Zugibe | |   |

## Církevní zkoumání
Církevní zkoumání není uzavřeno. Svatý stolec k událostem v Buenos Aires v letech 1992–1996 nevydal prozatím žádné stanovisko.